# 关你茶室
《关你茶室》（英語：Close Ur Kopitiam）是由低清艺人主演、李国煌、赖宇涵特别演出的2025年马来西亚贺岁喜剧片

## 演员列表
- 丧Bill 饰演 阿彪

聚好茶室第二代老板，对钱的事情很计较，在工人和档口主眼里是个孤寒爱钱的老板。性格很冲动，说话比较直接，也间接导致了跟网红Anthony起了争吵起来。之后茶室惨遭网红Anthony及其助手制造的虚假冲突事件导致网民纷纷抵制杯葛茶室搞得生意一落千丈，
- Yuriko 王籽涵 饰演 Yuriko（阿燕）

聚好茶室老板娘，为人和蔼可亲，理解茶室工人与档口主的苦难。与裴勇、阿彪在大学时期认识，一度被阿彪认为裴勇和Yuriko曾经有一段过去。
- Anthony蚂蚁 饰演 网红Anthony

以美食博主身份来宣传美食介绍餐馆，在聚好茶室介绍美食期间因为说假话的关系遭到老板阿彪的不满，随后争吵了起来，在回到办公室时与助手阿武将茶室的事情恶意剪辑乱带风向，再用各种小号煽风点火。事后再拍一部虚假的道歉影片表示向茶室老板道歉，以此来得到众多网民的支持。因为茶室事件而提升了不少人气因此接到了不少代言。
- 金尘武 饰演 阿武

网红Anthony的摄影师兼助手，十分中二，兴趣爱动漫及电玩。
- 大Hee 饰演 阿喜

缅甸籍华侨员工，因为在马来西亚长期工作关系懂得说华语，负责泡茶水。经常埋怨老板一直刁难扣薪水。
- 王第阳 饰演 阿弟

聚好茶室缅甸籍华侨员工，会说华语，知识有限，负责洗碗碟。因为母亲得了癌症而努力工作赚钱付医药费。
- Adeline 黄楚琳 饰演 阿爱

聚好茶室缅甸籍华侨员工，会说华语，背着老板和茶室里的另一名缅甸籍员工拍拖。
- Michie Lam 饰演 板面档口主 林镁钻

聚好茶室档口主之一，负责卖板面。面对茶室老板阿彪时不时起价档口租金以感到麻木，曾呼吁其他档口主一起离开聚好茶室。
- Zuvia 饰演 鸡饭档口主 Zuvia

聚好茶室档口主之一，负责卖烧腊Judy的姐姐，因为阿彪每次都不合理的起档口租金关系导致对阿彪不满。更因为茶室遭到抵制杯葛的关系无奈地把无法卖出的食物送人吃，期间跟妹妹一起寻找过其他饮食中心的档口并商量价格表示想离开聚好茶室。
- Judy Pang 饰演 鸡饭档口主 Judy

Zuvia的妹妹，一边帮姐姐当烧腊档口的帮手一边在大学念法律系。与姐姐一起寻找过其他饮食中心的档口并商量价格表示想离开聚好茶室。
- 王骏 饰演 聋叔

：聚好茶室元老档口主，负责卖云吞面。因为从小看阿彪到大的关系，因此很了解阿彪的性格跟内在是什么样的人。
- K佬 饰演卫生局局长

因为老鼠事件的关系，茶室遭到顾客举报，因此过来调查茶室的卫生。
- 沐人 饰演 混混头目

兼职韵律操老师，在好友网红Anthony的拜托之下带领其他混混来聚好茶室搞破坏。
- 李国煌 饰演 警察

因为Zuvia、美钻、聋叔等人每次晚上都把车停在无人小巷里讨论事情的关系，结果怀疑他们非法集会的关系，因此认识了等人。
- 赖宇涵 饰演 裴勇
- 聚好茶室店主的儿子。在茶室被抵制杯葛期间，拜托朋友带了泰国游客来茶室光顾增加茶室的收入结果却发生了老鼠事件。曾一度被阿彪怀疑暗恋Yuriko，殊不知其暗恋对象另有其人。
- 陈美君 饰演 阿彪母亲
- 卢卡斯 饰演 咕噜卡斯

## 票房
2025年1月30日，上映两日，马来西亚票房突破一百万令吉。

2025年2月4日，上映七日，马来西亚票房突破五百七十三万令吉。
2025年2月9日，上映十二日，马来西亚票房突破八百三十七万令吉，正式超越半斤百两，成为2025年马来西亚中文贺岁档冠军
2025年2月12日，上映十五日，马来西亚票房突破一千零二万令吉，时隔九年成为马来西亚第三部突破一千万令吉票房的中文电影
2025年2月25日，上映二十八日，马来西亚票房突破一千二百万令吉。

## 製作
2024年8月23日，低清宣布将在网上筹募资金计划拍部本土地道电影，引来一众网民谩骂。 
2024年8月31日，低清在短短十五分钟内宣布完成众筹众，但筹款目标仅为200令吉，明显是揶揄某Youtuber为了拍Vlog的众筹计划。
2024年9月7日，低清举办媒体发布会，新加坡搞笑天王李国煌力挺投资该电影成为出品人，用行动力挺新血。
2024年9月14日，低清成立演艺班来训练演技，并邀请了马来西亚资深演员陈立杨，马来西亚Astro总监制李治成，新加坡资深演员李国煌及新加坡喜剧演员Jasper赖宇涵以上四位来担任老师并训练低清的艺人演技。
2024年10月21日，电影正式开拍，原定计划是21天内拍攝杀青但最终拉长至37天才正式杀青。
2025年1月14日，低清举办了媒体发布会及电影首映会，并获得了演艺圈及各大平台的祝贺。
2025年1月29日，马来西亚新年大年初一正式上映。